# Brun lövmätare
Brun lövmätare (Idaea serpentata) är en fjärilsart som beskrevs av Johann Siegfried Hufnagel 1767. Brun lövmätare ingår i släktet Idaea och familjen mätare, Geometridae. Arten är reproducerande i Sverige. En underart finns listad i Catalogue of Life, Idaea serpentata dohlmanni Hedemann, 1881.

## Bildgalleri

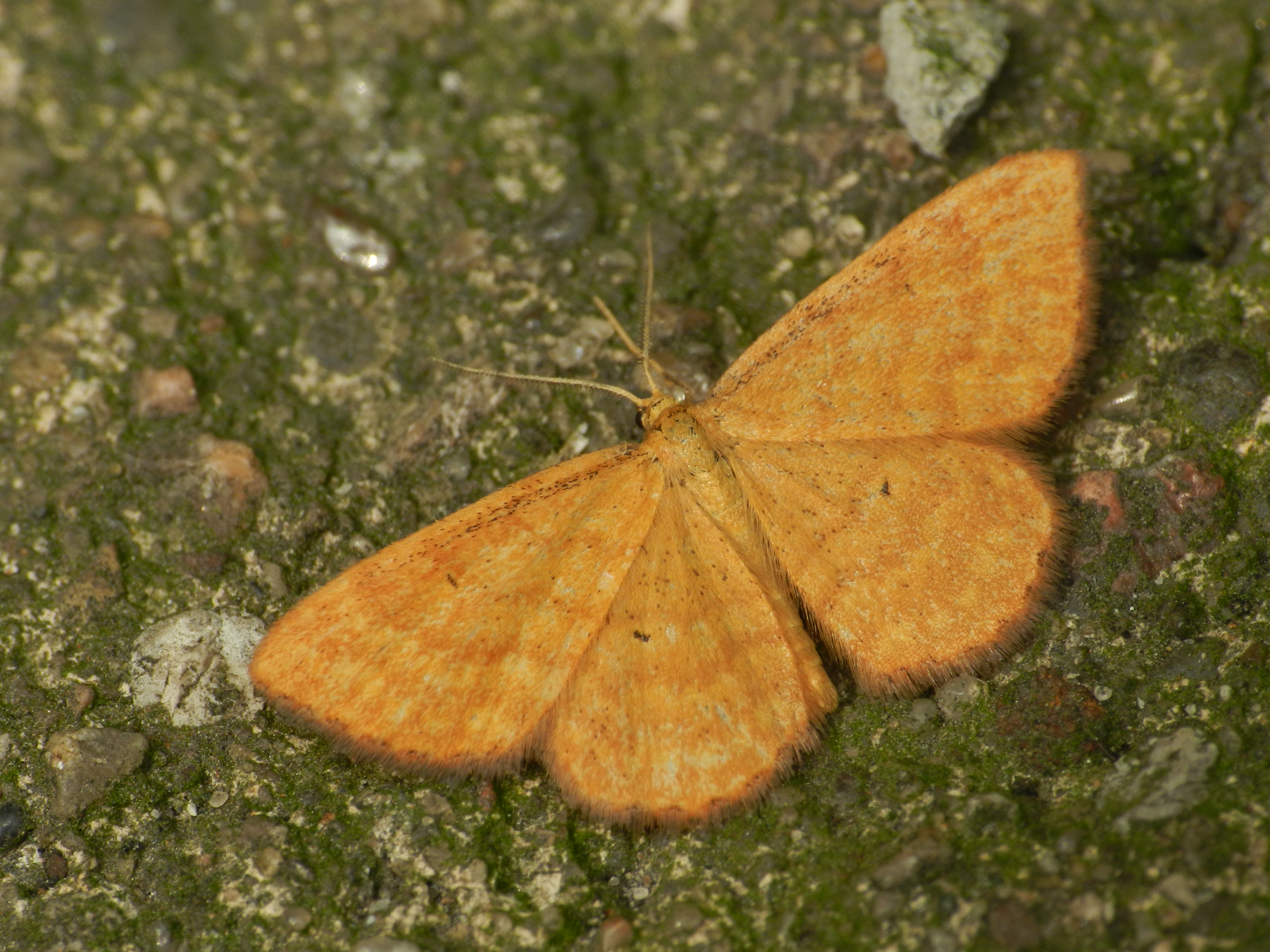
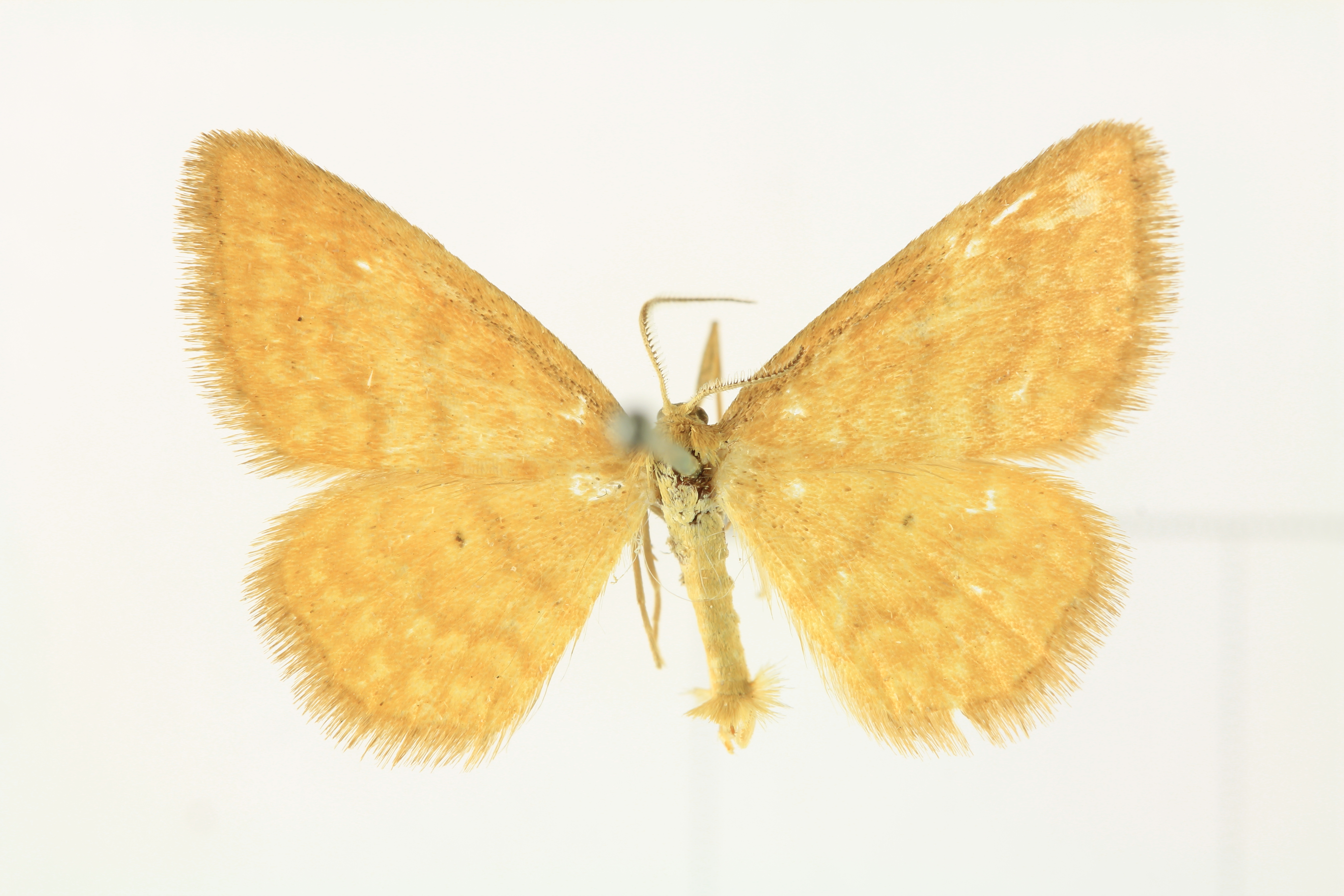
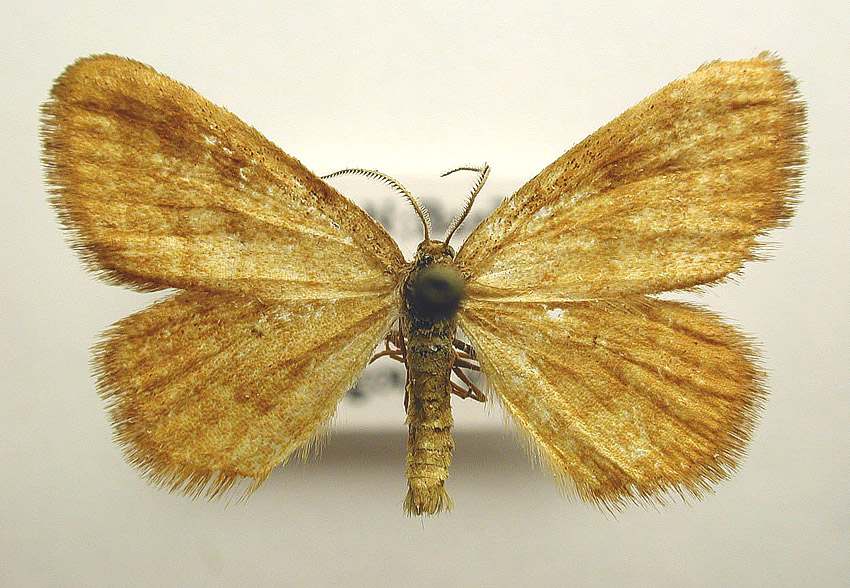